# Whitton, Northumberland
Whitton är en ort i civil parish Whitton and Tosson, i grevskapet Northumberland i England. Orten är belägen 18 km från Alnwick. Whitton var en civil parish 1866–1955 när det uppgick i Tosson. Civil parish hade 79 invånare år 1951.